# سرخس (جنس)
السَّرْخَسُ (ج: سَرَاخِسٌ) أو البَسْفَايَجُ أو كثير الأرجل (الاسم العلمي: Polypodium) هو جنس نباتي يتبع فصيلة السرخسية من رتبة السرخسيات.

## أسماء أخرى
من أسماء السَّرْخَسِ الأخرى: البَسْفَانَجُ أو البِسْفَايِجُ أو البَسْفَايَجُ أو ثَاقِبُ الحَجَرِ أو الفطريس (من اليونانية φτέρη فْطَارِي) أو كثير الأرجل

## الأنواع
أنواع هذا الجنس:
- كود سباركل
- تحديث القائمة

نوع:سرخس إبريقي الشكل 
اسم علمي: Polypodium urceolare

نوع:سرخس أبلاشي 
اسم علمي: Polypodium appalachianum

نوع:سرخس ابيتغواني 
اسم علمي: Polypodium abitaguae

نوع:سرخس أجرد 
اسم علمي: Polypodium nudatum

نوع:سرخس أزغب 
اسم علمي: Polypodium puberulum

نوع:سرخس بحري 
اسم علمي: Polypodium maritimum

نوع:سرخس ثلاثي الأسنان 
اسم علمي: Polypodium tridens

نوع:سرخس ثلاثي الشقوق 
اسم علمي: Polypodium trifidum

نوع:سرخس جداري 
اسم علمي: Polypodium murorum

نوع:سرخس جزيري 
اسم علمي: Polypodium insularum

نوع:سرخس جميل الجذور 
اسم علمي: Polypodium calirhizum

نوع:سرخس جنوبي 
اسم علمي: Polypodium australe

نوع:سرخس حرشفي أجرد 
اسم علمي: Polypodium steirolepis

نوع:سرخس حرشفي الشعر 
اسم علمي: Polypodium lepidotrichum

نوع:سرخس حرشفي ثلجي 
اسم علمي: Polypodium chionolepis

نوع:سرخس حرشفي دريقي 
اسم علمي: Polypodium aspidiolepis

نوع:سرخس حرشفي ذهبي 
اسم علمي: Polypodium chrysolepis

نوع:سرخس حرشفي شوكي 
اسم علمي: Polypodium echinolepis

نوع:سرخس حرشفي فضي 
اسم علمي: Polypodium argyrolepis

نوع:سرخس حرشفي مجنح 
اسم علمي: Polypodium lepidopteris

نوع:سرخس حرشفي مسطح 
اسم علمي: Polypodium platylepis

نوع:سرخس حرشفي ناري 
اسم علمي: Polypodium pyrrholepis

نوع:سرخس حلو 
اسم علمي: Polypodium dulce

نوع:سرخس حوري 
اسم علمي: Polypodium nymphale

نوع:سرخس ذو ترابيع 
اسم علمي: Polypodium scutulatum

نوع:سرخس رايتي 
اسم علمي: Polypodium wrightii

نوع:سرخس شائع 
اسم علمي: Polypodium vulgare

نوع:سرخس شبه دقيق 
اسم علمي: Polypodium subminutum

نوع:سرخس شبه سويقي 
اسم علمي: Polypodium subpetiolatum

نوع:سرخس شبه منجلي 
اسم علمي: Polypodium subfalcatum

نوع:سرخس شويكي 
اسم علمي: Polypodium hispidulum

نوع:سرخس طواف 
اسم علمي: Polypodium vagans

نوع:سرخس عديد الحراشف 
اسم علمي: Polypodium myriolepis

نوع:سرخس غربي 
اسم علمي: Polypodium hesperium

نوع:سرخس غضروفي الشفاه 
اسم علمي: Polypodium chondrocheilon

نوع:سرخس فرجينياني 
اسم علمي: Polypodium virginianum

نوع:سرخس فيتارياني 
اسم علمي: Polypodium vittarioides

نوع:سرخس فيلاغراني 
اسم علمي: Polypodium villagranii

نوع:سرخس قزمي 
اسم علمي: Polypodium pumilum

نوع:سرخس كاليفورني 
اسم علمي: Polypodium californicum

نوع:سرخس كبير الحراشف 
اسم علمي: Polypodium macrolepis

نوع:سرخس كروي الرأس 
اسم علمي: Polypodium sphaerocephalum

نوع:سرخس كمبري 
اسم علمي: Polypodium cambricum

نوع:سرخس كيتوني 
اسم علمي: Polypodium quitense

نوع:سرخس لا شكلي 
اسم علمي: Polypodium amorphum

نوع:سرخس مألوف 
اسم علمي: Polypodium plebeium

نوع:سرخس مبرغل 
اسم علمي: Polypodium guttatum

نوع:سرخس متساوي 
اسم علمي: Polypodium aequale

نوع:سرخس متطاول 
اسم علمي: Polypodium elongatum

نوع:سرخس متلاحم الأجزاء 
اسم علمي: Polypodium adnatum